# Condado de Madera
O condado de Madera (em inglês:  Madera County) é um dos 58 condados do estado americano da Califórnia. Foi incorporado em 1893. A sede e cidade mais populosa do condado é Madera.

## Geografia
De acordo com o United States Census Bureau, o condado possui uma área de 5 577 km², dos quais 5 535 km² estão cobertos por terra e 42 km² por água.

## Demografia
Segundo o censo nacional de 2010, o condado possui uma população de 150 865 habitantes e uma densidade populacional de 27,2 hab/km². Possui 49 140 residências, que resulta em uma densidade de 9 residências/km².
Das 2 localidades incorporadas no condado, Madera é a cidade mais populosa e também a mais densamente povoada, com 61 416 habitantes e densidade populacional de 1 502 hab/km². Chowchilla é a cidade menos populosa do condado, com 18 720 habitantes.